# Simeon Lazović

L'iconostase de l'église Saint-Nicolas de Brezova avec les « portes royales »

Simeon Lazović (en serbe cyrillique Симеон Лазовић, né  vers 1745 à Bijelo Polje et mort en 1817) est un peintre. Il est un des plus célèbres peintres d'icônes de son temps.
Par son style, Simeon Lazović poursuit la tradition de la peinture byzantine.

## Biographie
Simeon Lazović est le père du peintre Aleksije Lazović. Simeon Lazović est prêtre.

## Œuvres
Parmi les œuvres peintes par Simeon Lazović, on peut citer les portes royale de l'église en bois de l'Ascension de Kućani, réalisées en 1780,, et des icônes dans l'église Saint-Pierre-et-Saint-Paul de Sirogojno, dans les monts Zlatibor. Il a également travaillé à l'iconostase du monastère d'Arilje ou à celle du monastère de Pljevlja en 1806-1807.
Avec son fils, il a notamment peint les iconostases des chapelles saint Demetrius et saint Nicolas au monastère de Dečani (Kosovo) et l'iconostase de l'église du monastère de Savina, près d'Herceg Novi (Monténégro).

### Autres
- 1779 : portes royales de l'église en bois Saint-Michel de Sevojno[7] ;
- 1805 : l'iconostase et des fresques pour l'église Saint-Nicolas de Brezova[8] ;
- porte royale et typan de l'iconostase de l'église en bois Saint-Georges de Seča Reka[9] ;
- éléments de l'ancienne iconostase de l'église Saint-Marc d'Užice[10] ;
- icônes et fresques pour l'église du monastère de Klisura (en collaboration avec Dimitrije Posniković)[11].